# Holzapfelkreuth

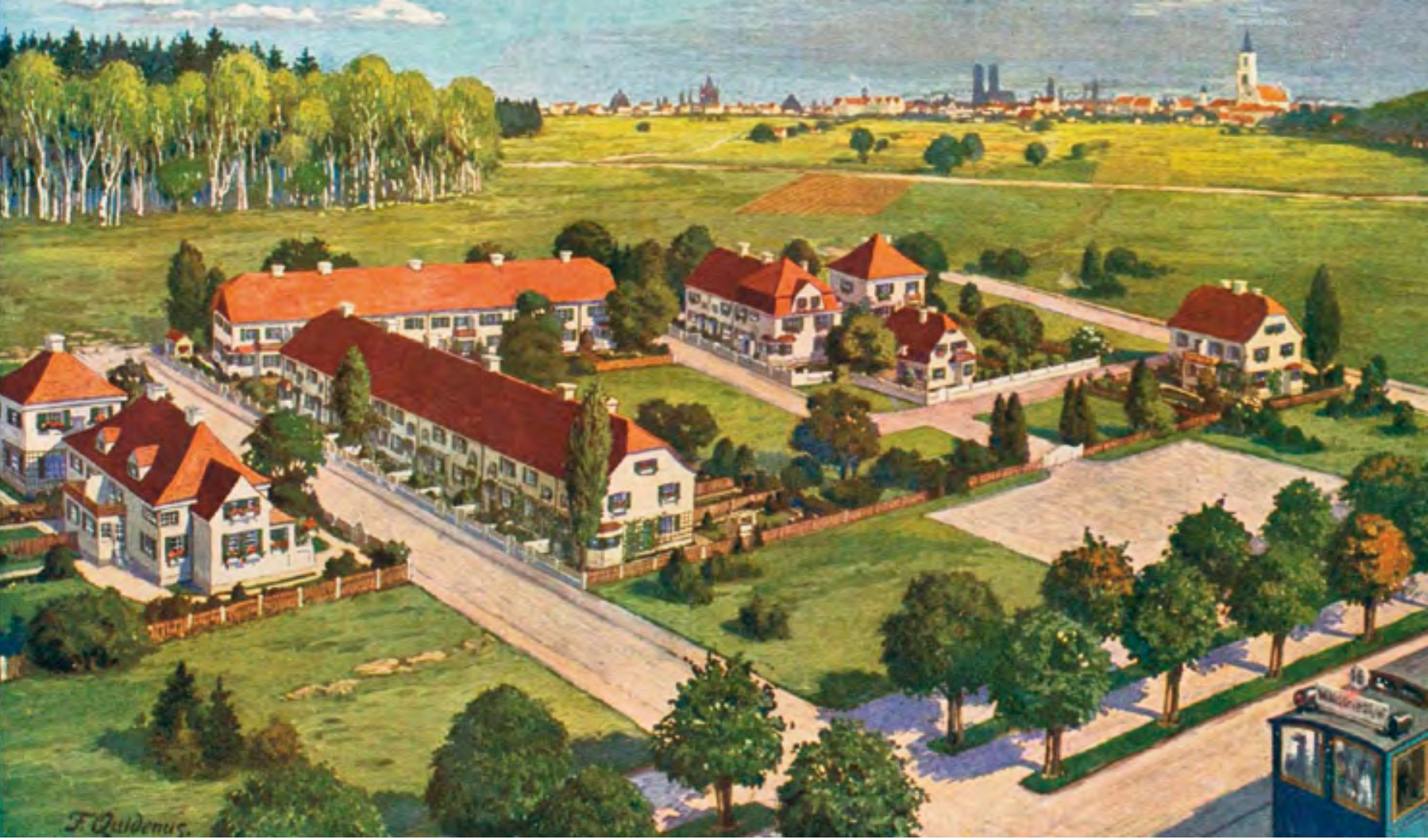
Gartensiedlung Holzapfelkreuth 1914

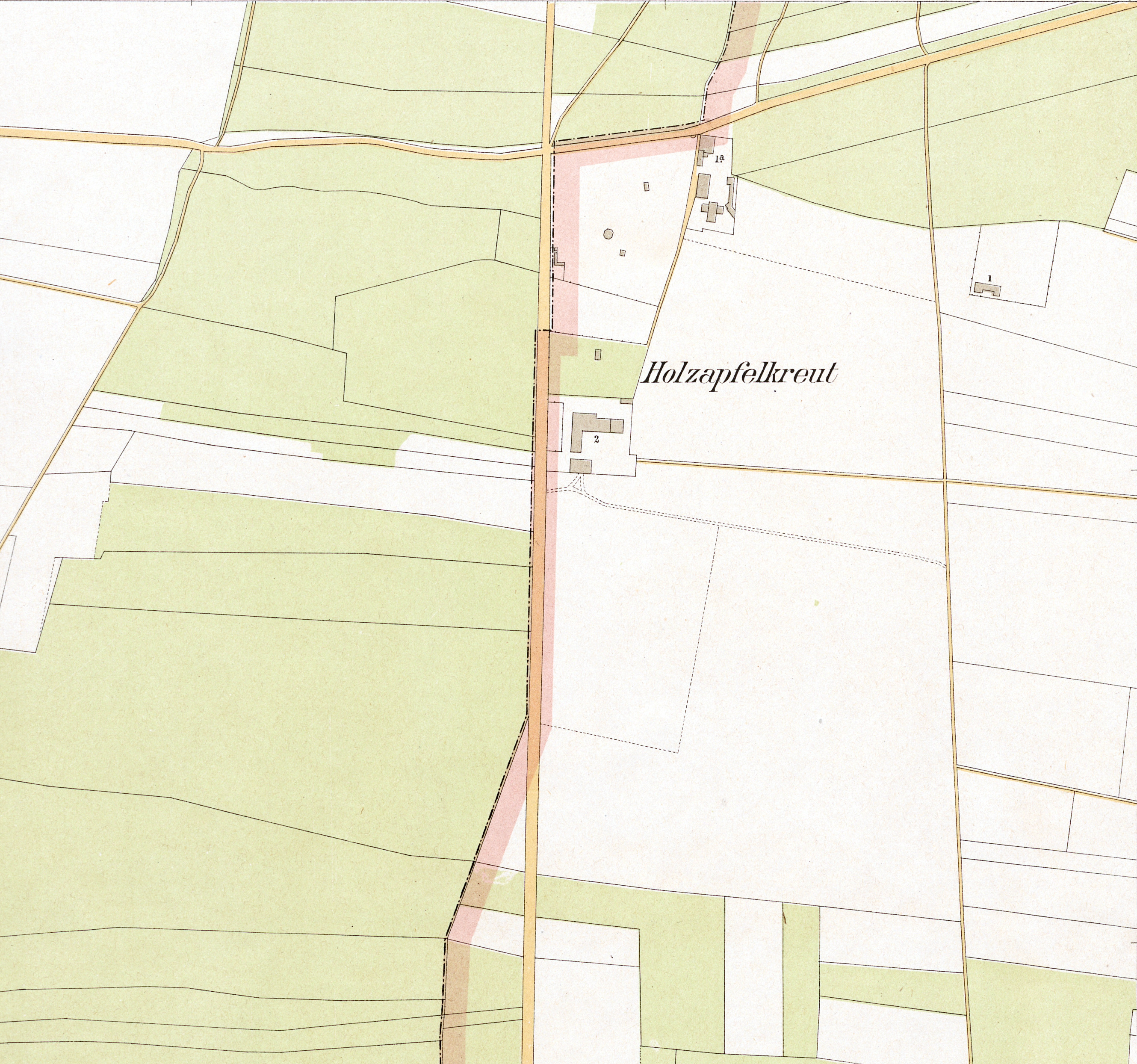
Holzapfelkreuth auf Karte von 1898

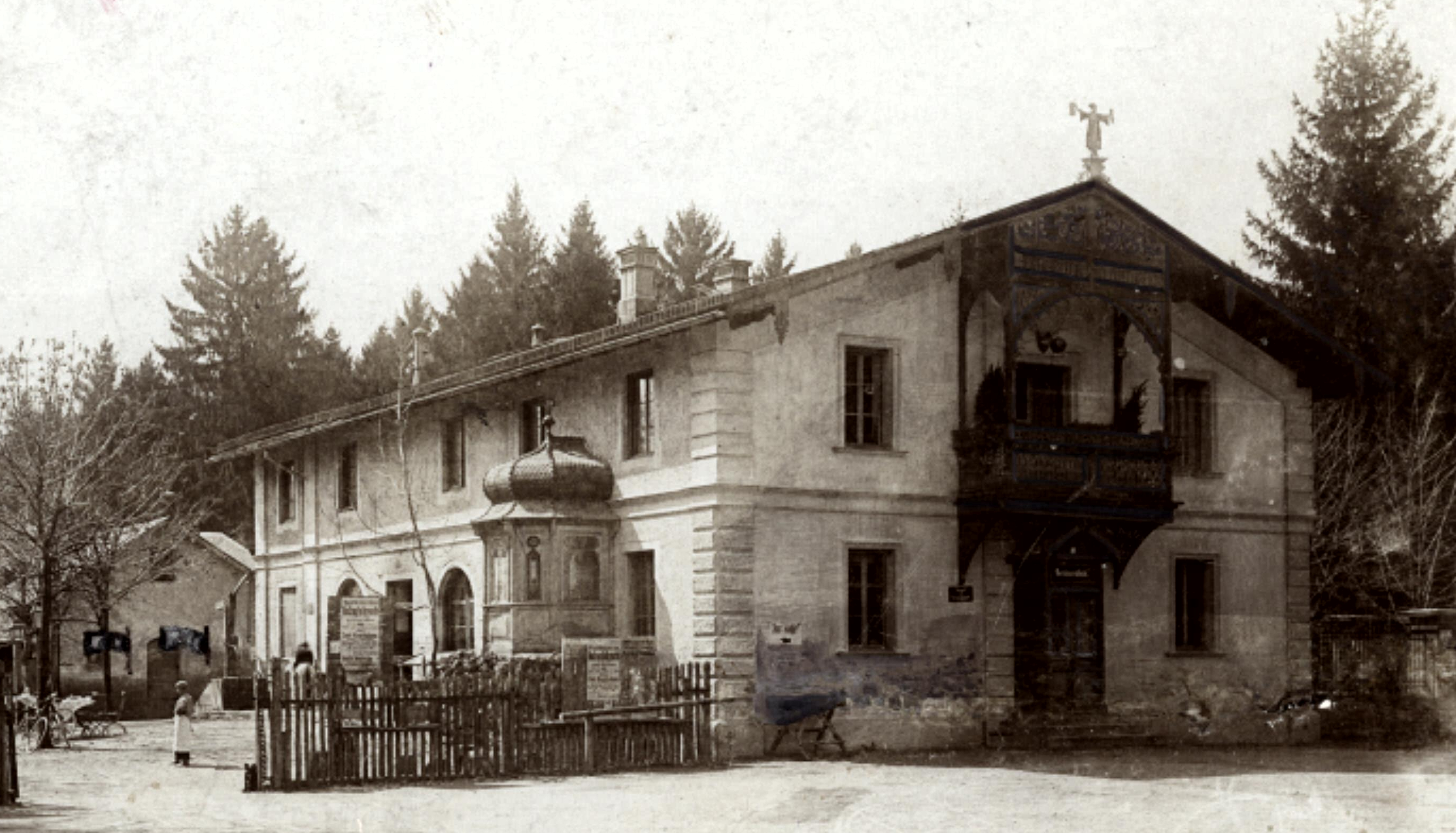
Gutshof Holzapfelkreuth um 1900

Das Münchener Stadtviertel Holzapfelkreuth im Westen des Stadtbezirks Sendling-Westpark hat seinen Ursprung in einem im Jahr 1844 errichteten Gutshof. Ab Mitte der 1900er bis in die 1930er Jahre entstand östlich davon die Gartensiedlung Holzapfelkreuth.

## Geschichte
Im Jahr 1858 erwarb Josef Holzapfel, Sohn eines einstigen Revierförsters, ein 1844 erbautes Gut, damals am westlichen Stadtrand von München, und ergänzte den Flurnamen Kreuth durch Vorsetzen seines Familiennamens. 1889 kam am nördlichen Grundstücksbereich die Waldgaststätte Holzapfelkreuth hinzu. Um 1900 bestand die Ansiedlung noch aus einem weiteren Gebäude, dem noch heute bestehenden ehemaligen Bauernhof mit der Adresse Esterbergstraße 21.
1898 erwarb die Heilmann’sche Immobilien-Gesellschaft Holzapfelkreuth und weitere Gebiete drumherum, um neue Baugebiete zu erschließen. Einen Teil davon verkaufte sie der Stadt München, die den 1907 eröffneten Waldfriedhof darauf errichtete. Im Rahmen der Bauplanungen für die Gartensiedlung Holzapfelkreuth wurde die heutige Waldfriedhofstraße, als Abzweig von der Verbindungsstraße von München-Sendling über Forstenried nach Starnberg, angelegt und mit ihr die Straßenbahn (Linie 8) vom Harras zum Waldfriedhof verlängert. Trotz der guten Verkehrsanbindung entwickelte sich die Siedlung nur langsam, die meisten Häuser entstanden erst in der Zwischenkriegszeit.
Mit der Bewerbung um die Internationale Gartenbauausstellung 1983 auf dem Gelände des heutigen Westparks wurden die Arbeiten am bereits vorher geplanten Südast der U-Bahn München vorgezogen. War zunächst nur die Verlängerung der heutigen Linie U6 vom Harras über den U-Bahnhof Partnachplatz bis zur Station Westpark vorgesehen, konnten die Arbeiten so weit beschleunigt werden, dass auch noch eine dritte Station auf der sogenannten Blumen-Linie, der Bahnhof Holzapfelkreuth, bis zur Ausstellungseröffnung dem Verkehr übergeben werden konnte.
Seit ein paar Jahren wird im Bereich des südwestlichen Ecks von Holzapfelkreuth ein neues Viertelzentrum geplant. Dafür mussten schon vor etlicher Zeit die gewerblichen Mieter des bisherigen ausziehen.

## Beschreibung
Das Stadtviertel wird begrenzt im Westen durch die Fürstenrieder Straße, im Norden durch die Ehrwalder Straße und im Süden durch die Waldfriedhofstraße. Eine feste östliche Grenze gibt es nicht, aus historischer Sicht lässt sie sich auf der Mittenwalder Straße ziehen. Alle Straßen tragen geografische Namen aus dem Werdenfelser Land. Die Siedlung ist geprägt von Ein- und kleineren Mehrfamilienhäusern sowie von Reihenhausanlagen. Im Süden zur Waldfriedhofstraße wird sie von dreigeschossigen Wohnblöcken abgeschirmt. Ebenfalls an der Waldfriedhofstraße befinden sich eine betreute Wohnanlage für Senioren, ein Hotel und Geschäfte für den täglichen Bedarf. Neben der U-Bahn fahren sowohl auf der Füstenrieder- wie auf der Waldfriedhofstraße Busse. Auf der Fürstenrieder Straße wird ab 2025/26 die Trambahn-Westtangente fahren.

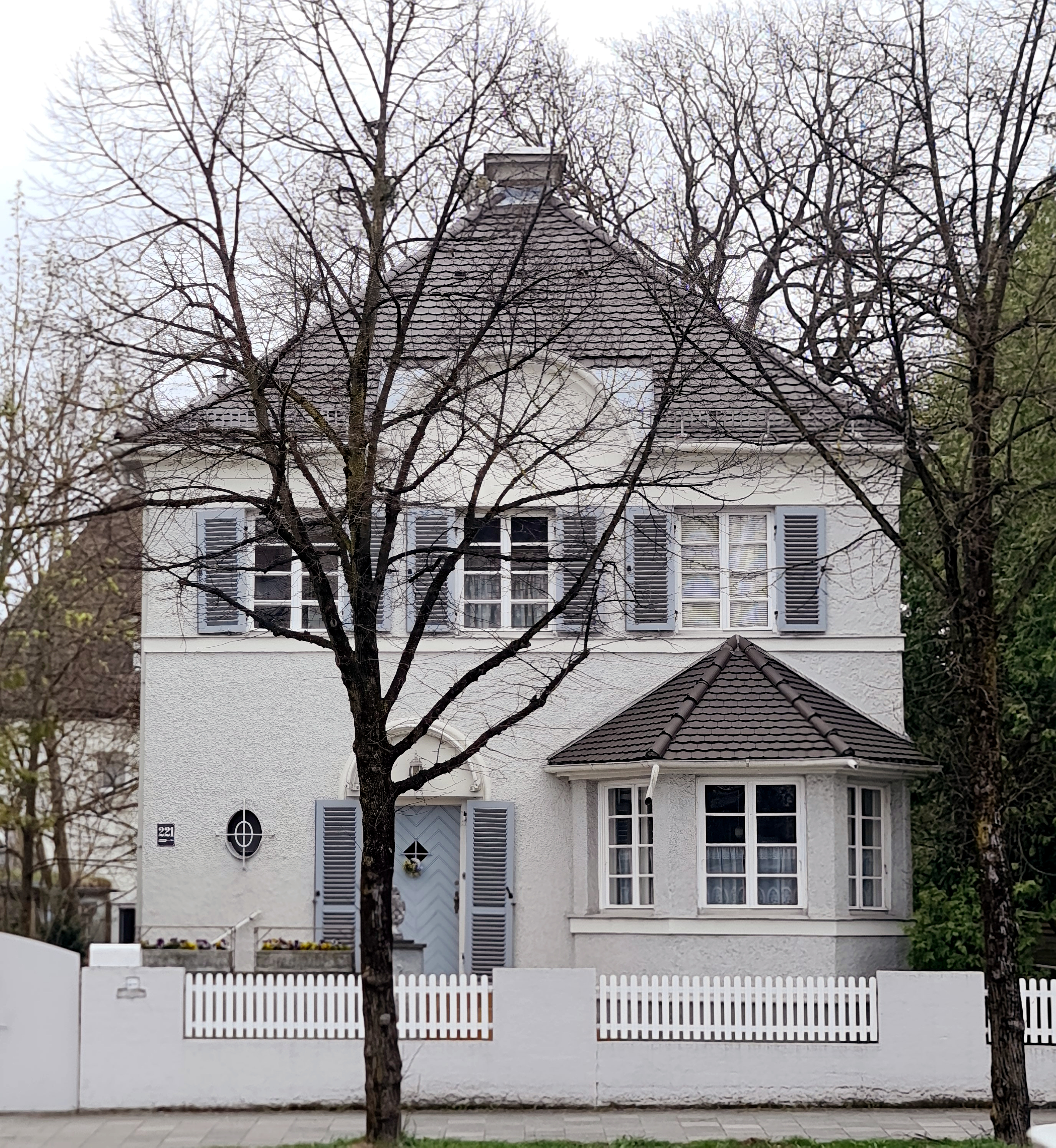
Fürstenrieder Straße 221
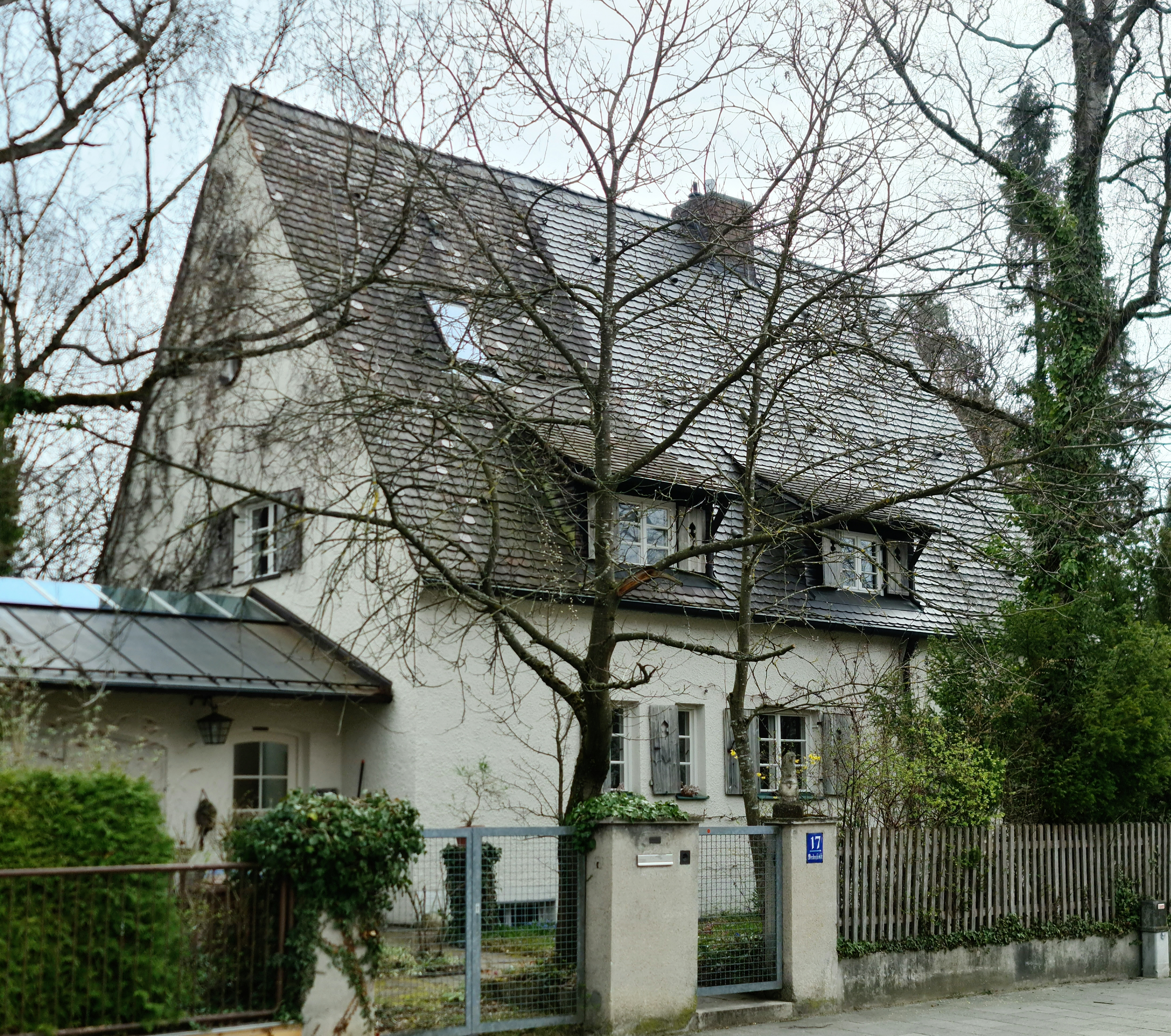
Werdenfelsstraße 17
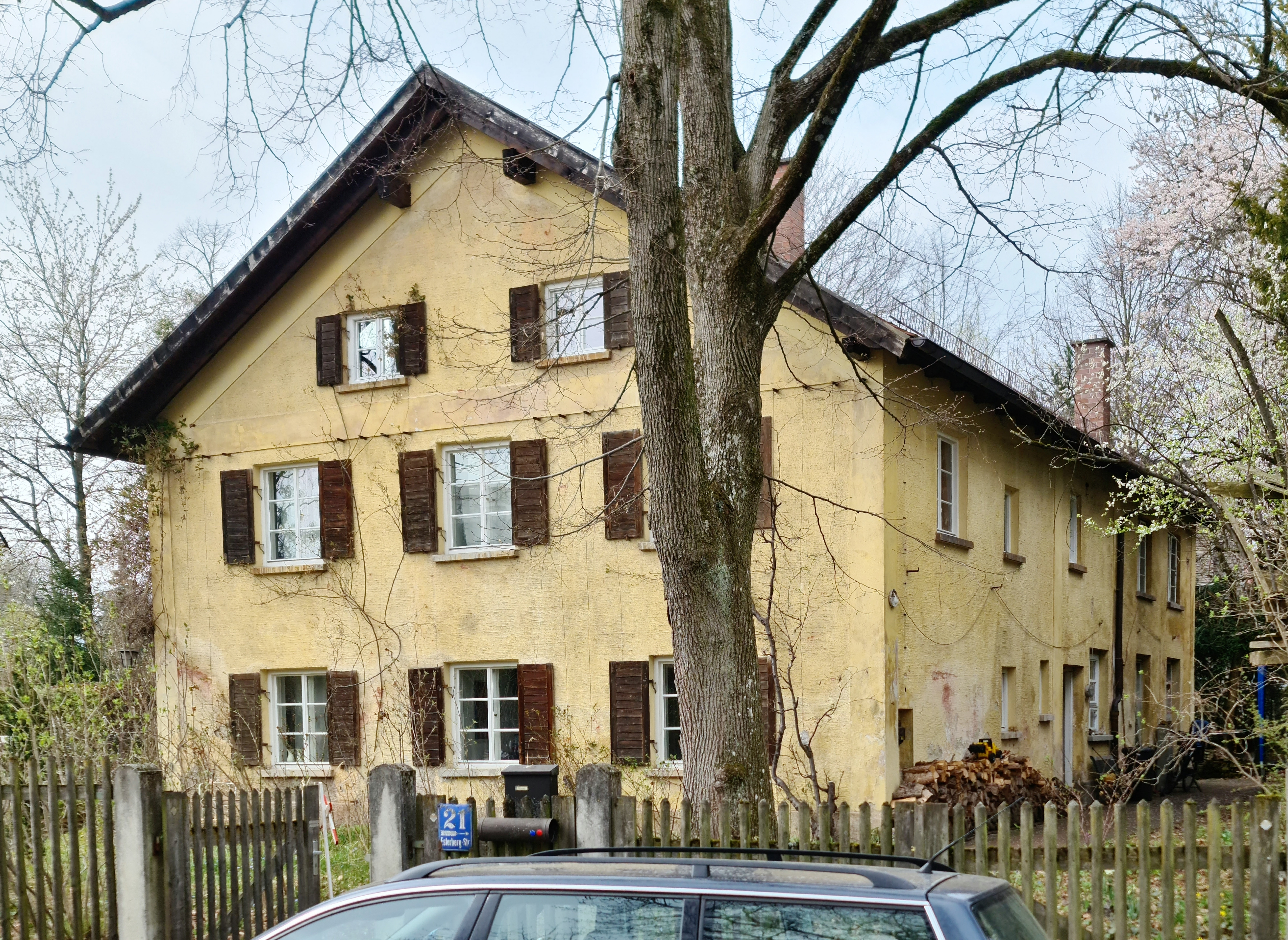
Esterbergstraße 21
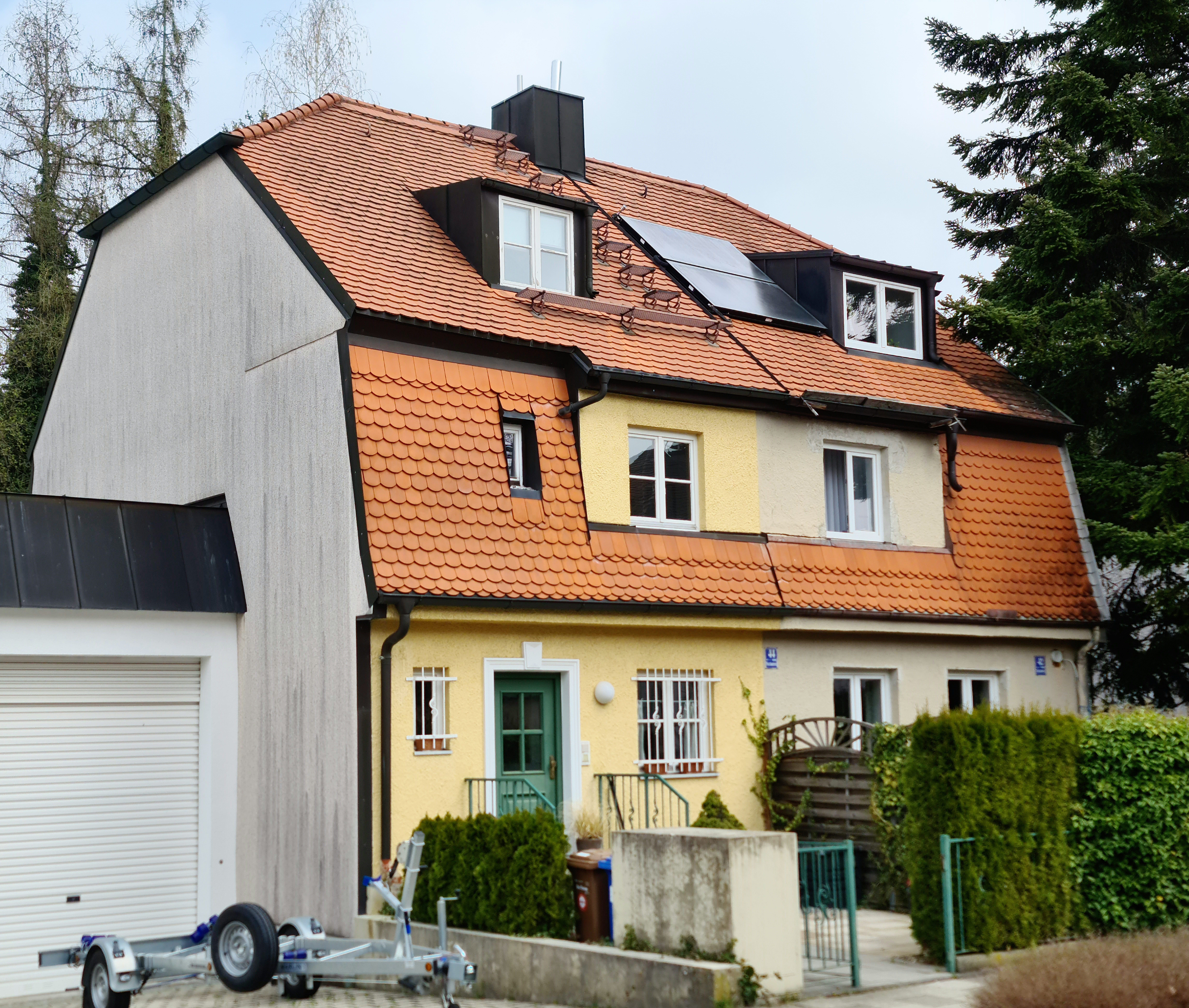
Farchanter Straße 42–44
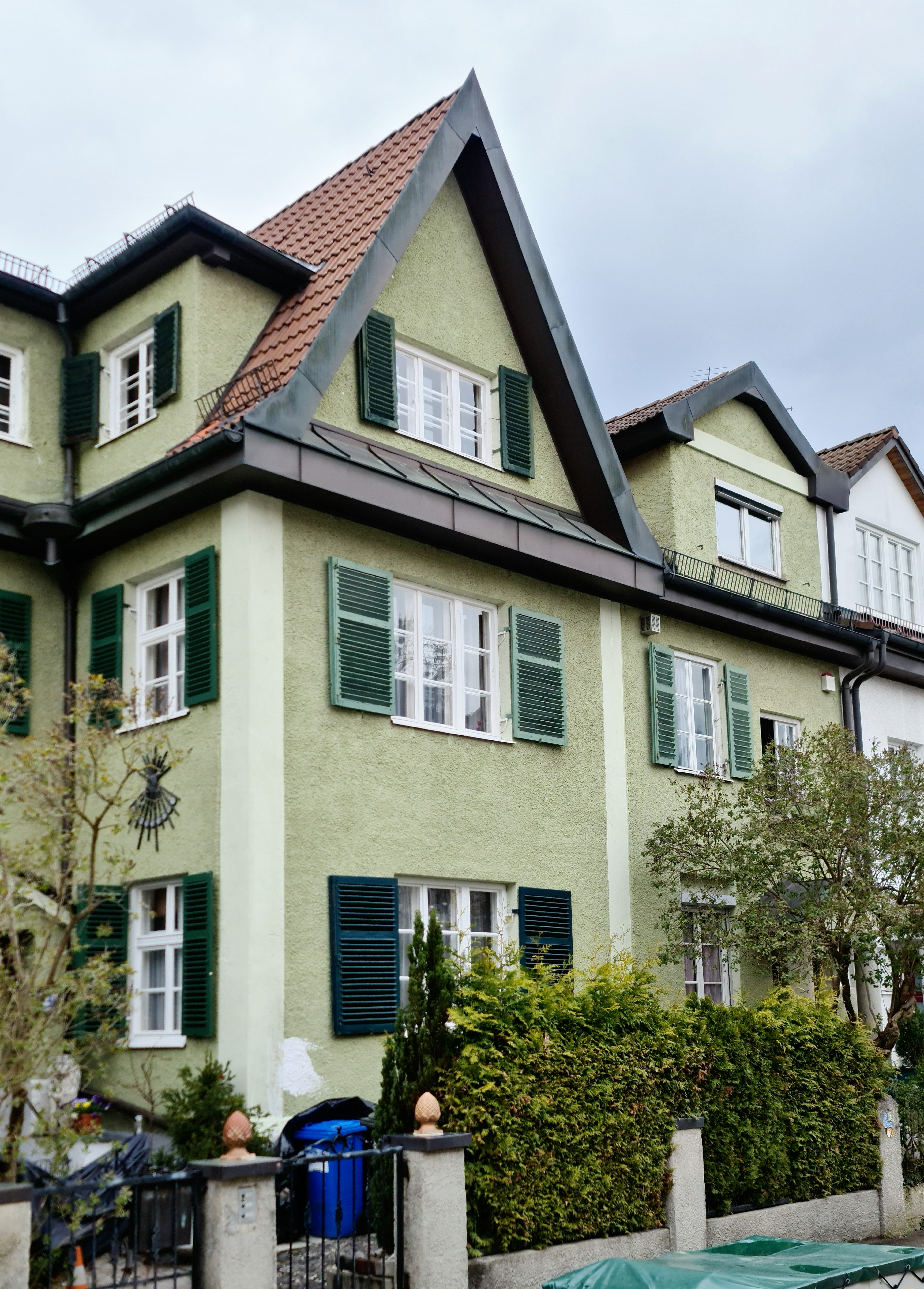
Mittenwalder Straße 31

### Gutshof und Waldgaststätte Holzapfelkreuth
An den heutigen Adressen (Schongauer Straße 24, Ehrwalder Straße 79) dieser frühen Gebäude stehen ähnlich geartete Häuser; Literaturquellen, inwieweit in ihnen Bausubstanz der historischen Anwesen erhalten ist, bestehen nicht.